# جيري فراي
جيري فراي (بالإنجليزية: Jerry Fry)‏ هو لاعب كرة قاعدة أمريكي، ولد في 29 فبراير 1956 في ساليناس في الولايات المتحدة.

## وصلات خارجية
- جيري فراي على موقعبيزبول رفرنس.كوم (الدوري الرئيسي) (الإنجليزية)
- جيري فراي على موقعبيزبول رفرنس.كوم (الدوري الثانوي) (الإنجليزية)